# Bobby Bumps Starts for School
Bobby Bumps Starts for School est un court métrage d'animation américain réalisé par Earl Hurd en 1917. Il met en scène un petit garçon nommé Bobby Bumps, héros de la série éponyme.

## Synopsis
Bobby se prépare pour aller à l’école, à son grand dam. Sur place, il rêvasse et fait les 400 coups avec son fidèle chien… 

## Fiche technique
- Titre : Bobby Bumps Starts for School
- Réalisateur : Earl Hurd
- Scénariste : Earl Hurd
- Animateur : Earl Hurd
- Producteur : John Randolph Bray
- Pays d'origine :  États-Unis
- Genre : Animation
- Durée : 7 min.
- Date de sortie : États-Unis : 17 septembre 1917